# Otto Stickl
Otto Stickl, vollständiger Name Anton Franz Otto Stickl (* 11. Mai 1897 in Rain am Lech; † 27. September 1951 in Tübingen) war ein deutscher Hygieniker und Hochschullehrer.

## Leben
Im Ersten Weltkrieg wurde Stickl nach zwei Monaten Heeresdienst in einem Infanterieregiment als kriegsuntauglich entlassen. Er begann daraufhin 1917 ein Medizinstudium an der Universität München, das er 1924 mit der Promotion zum Dr. med. beendete. Anschließend war er bis 1926 an Münchner Kliniken als Volontärarzt und danach als Assistenzarzt am Hygieneinstitut der Universität Heidelberg unter Ernst Gerhard Dresel tätig. Im Oktober 1926 folgte er Dresel an die Universität Greifswald, habilitierte sich dort 1928 und wurde als Privatdozent tätig. Nach Dresels Wechsel an die Universität Leipzig wurde er 1934 dessen Nachfolger auf dem Lehrstuhl für Hygiene in Greifswald und als Direktor des Greifswalder Hygienischen Instituts.
Kurz nach der Machtergreifung der Nationalsozialisten trat Stickl im März 1933 der NSDAP bei und wurde im gleichen Jahr Ortsgruppenleiter des Kampfbundes für deutsche Kultur in Greifswald. Zudem war er förderndes Mitglied der SS. Seit Januar 1934 war er Vertrauensmann der NSDAP an der Medizinischen Fakultät Greifswald. 1936 wurde er zum kommissarischen Gaudozentenbundführer von Pommern ernannt. Des Weiteren war er seit 1938 Mitglied der SA, in der er 1944 bis zum SA-Obersturmbannführer aufstieg. Stickl wurde 1936 schließlich als ordentlicher Professor für Hygiene an die Universität Tübingen berufen, wo er als Direktor des dortigen Hygienischen Instituts fungierte. Vom 1. November 1939 bis zum 7. Mai 1945 war er Rektor der Universität Tübingen. Während des Zweiten Weltkrieges war er zeitweise als Sanitätsoffizier bei der Wehrmacht eingesetzt und dort auch als beratender Hygieniker tätig. Auf dem Tübinger Rektorenposten vertrat ihn Theodor Haering.
Nach Kriegsende wurde Stickl durch Soldaten der US-Armee festgenommen und von der Universität entlassen. Im Entnazifizierungsverfahren wurde er 1948 als „Mitläufer“ eingestuft. Im Oktober 1949 konnte er seine Professur in Tübingen wieder aufnehmen. Stickl starb am 27. September 1951 an einem Herzinfarkt.